# Loupiac (Gironda)
 Loupiac  (en occitano Lopiac) es una población y comuna francesa, situada en la región de Aquitania, departamento de Gironda, en el distrito de Burdeos y cantón de Cadillac.

## Demografía
| 948 | 890 | 966 | 981 | 990 | 939 |
| Para los censos de 1962 a 1999 la población legal corresponde a la población sin duplicidades (Fuente: INSEE [Consultar]) |     |     |     |     |     |